# Opel Crossland X
De Crossland X is een Mini SUV van Opel uit 2017. Het model verving de Opel Meriva. De Crossland X is het eerste model van Opel dat voortvloeide uit de samenwerking tussen Opel en PSA. Zo deelt deze auto zijn onderstel met de Peugeot 2008 en Citroën C3 Aircross en zijn de benzinemotoren afkomstig van PSA. 

## Motoren
| Benzinemotoren       | Benzinemotoren | Benzinemotoren | Benzinemotoren       | Benzinemotoren | Benzinemotoren | Benzinemotoren         | Benzinemotoren                 | Benzinemotoren | Benzinemotoren |
| Model                | Type motor     | Cilinderinhoud | Vermogen             | Koppel         | Topsnelheid    | Acceleratie 0-100 km/h | Versnellingsbak                | Jaar           | Opmerking      |
| -------------------- | -------------- | -------------- | -------------------- | -------------- | -------------- | ---------------------- | ------------------------------ | -------------- | -------------- |
| 1.2                  | I3             | 1199cm³        | 60kW(81pk) @5750rpm  | 118Nm @2750rpm | 170 km/h       | 14,0 s                 | 5-versnellingen handgeschakeld | 2017-          |                |
| 1.2 Turbo Start/Stop | I3             | 1199cm³        | 81kW(110pk) @5500rpm | 205Nm @1500rpm | 188 km/h       | 10,6 s                 | 5-versnellingen handgeschakeld | 2017-          |                |
| 1.2 Turbo Start/Stop | I3             | 1199cm³        | 81kW(110pk) @5500rpm | 205Nm @1500rpm | 187 km/h       | 11,8 s                 | 6-traps automaat               | 2017-          |                |
| 1.2 Turbo Start/Stop | I3             | 1199cm³        | 96kW(130pk) @5500rpm | 230Nm @1750rpm | 206 km/h       | 9,1 s                  | 6-versnellingen handgeschakeld | 2017-          |                |
| Dieselmotoren        |                |                |                      |                |                |                        |                                |                |                |
| Model                | Type motor     | Cilinderinhoud | Vermogen             | Koppel         | Topsnelheid    | Acceleratie 0-100 km/h | Versnellingsbak                | Jaar           | Opmerking      |
| 1.6 CDTI Start/Stop  | I4             | 1560cm³        | 73kW(99pk) @3750rpm  | 254Nm @1750rpm | 180 km/h       | 12,0 s                 | 5-versnellingen handgeschakeld | 2017-          |                |
| 1.6 CDTI Start/Stop  | I4             | 1560cm³        | 88kW(120pk) @3500rpm | 300Nm @1750rpm | 187 km/h       | 9,9 s                  | 6-versnellingen handgeschakeld | 2017-          |                |